# 北区立西浮間小学校
北区立西浮間小学校（きたくりつにしうきましょうがっこう）は、東京都北区にある公立小学校。

## 概要
通称「西浮小」。西浮間小学校の生徒は「西浮っ子」と呼ばれる。また、学校教育の一環として、児童はサクラソウを1人1鉢栽培している。3階建ての校舎の老朽化や生徒数の激増に伴い、4階建ての新校舎の建設が完了して2009年4月に移転した。

## 沿革
- 1958年9月1日[2] - 北区立浮間小学校の分校として開校[3]。
- 1959年10月1日[2] - 北区立西浮間小学校として独立する。
- 1962年9月 - 校歌制定（作詞：土岐善麿、作曲：渡辺浦人）
- 2007年 - 校舎の老朽化や生徒の増加により、新築工事を開始。
- 2009年4月 - 浮間4-29-30から浮間2丁目へ移転、新校舎の竣工・開校。

## 教育目標
- 助け合う子
- よく考える子
- 最後までやりぬく子
- 明るく元気な子

## 学校行事

### こいのぼり
PTAからの寄付で集められたこいのぼりを、例年5月にPTA役員や生徒達の保護者によって取り付けられる。

### さくら草祭り
例年春に行われている、サクラソウに関する行事。2年生から6年生がサクラソウに関する出し物（踊りや劇等）を行なう。また、1年生はこの行事でサクラソウの鉢を6年生から受け取る。行事の最後には、「さくら草の歌」という歌を全校生徒で歌う。2005年に20周年を迎え、「生命の連続」と刻まれた記念碑が作られる。その記念碑は、正門を入ってすぐの場所にある。

### 展覧会
学芸会を行なった翌年に行われる。生徒達が作成した絵や工作等の作品を体育館で展示し、生徒や地域の人々に公開する。

### 学芸会
音楽会を行なった翌年に行われる。生徒達が用意された台本に基づき、練習を重ねて劇を行なう。

### 音楽会
展覧会を行なった翌年に行なわれる。生徒達が歌や楽器演奏を練習し、発表する他、PTAで結成されたコーラス会による歌の披露や、教職員による合唱や楽器演奏なども催される。

### 運動会
5月に実施し、棒倒しや綱引き、エイサーや南中ソーランなどダンスののち最後に紅白対抗リレーを行なう。

### 西浮フェスティバル
毎年10月に行われる学園祭。各クラスがそれぞれ出し物（劇やゲーム等）を考案し、発表する。ただし、金銭に関わる出店や、衛生上問題のある調理関係の出し物は不可能である。
行事の最後には生徒達が校庭に集まり、「学園天国」を踊り行事の終了となる。

### 長期間移動体験学習
岩井自然体験教室
4学年は1泊2日、5学年は3泊4日で千葉県の岩井市で体験学習させている。4学年は2002年度まで鎌倉の寺院敷地内で実施していたが、2003年度から岩井で実施している。
修学旅行
6学年は夏休み中に栃木県で2泊3日で修学旅行を実施し、華厳滝や、日光東照宮などを訪問する。

## 通学区域
- 浮間2丁目、4 - 5丁目[4]

## 交通
- JR東日本埼京線 浮間舟渡駅から徒歩15分。